# Capitolium (Constantinople)
Le Capitolium de Constantinople ou Capitole (en latin : Capitolium Constantinopolis, en grec : Καπιτώλιον) est un édifice public érigé à Constantinople par l'empereur Constantin le Grand lors de la fondation de la cité au IVe siècle. Ce bâtiment a d'abord la vocation traditionnelle d'un capitolium, c'est-à-dire un temple dédié à la triade capitoline comme le Temple de Jupiter capitolin à Rome, avant de devenir une sorte d'université.

## Emplacement

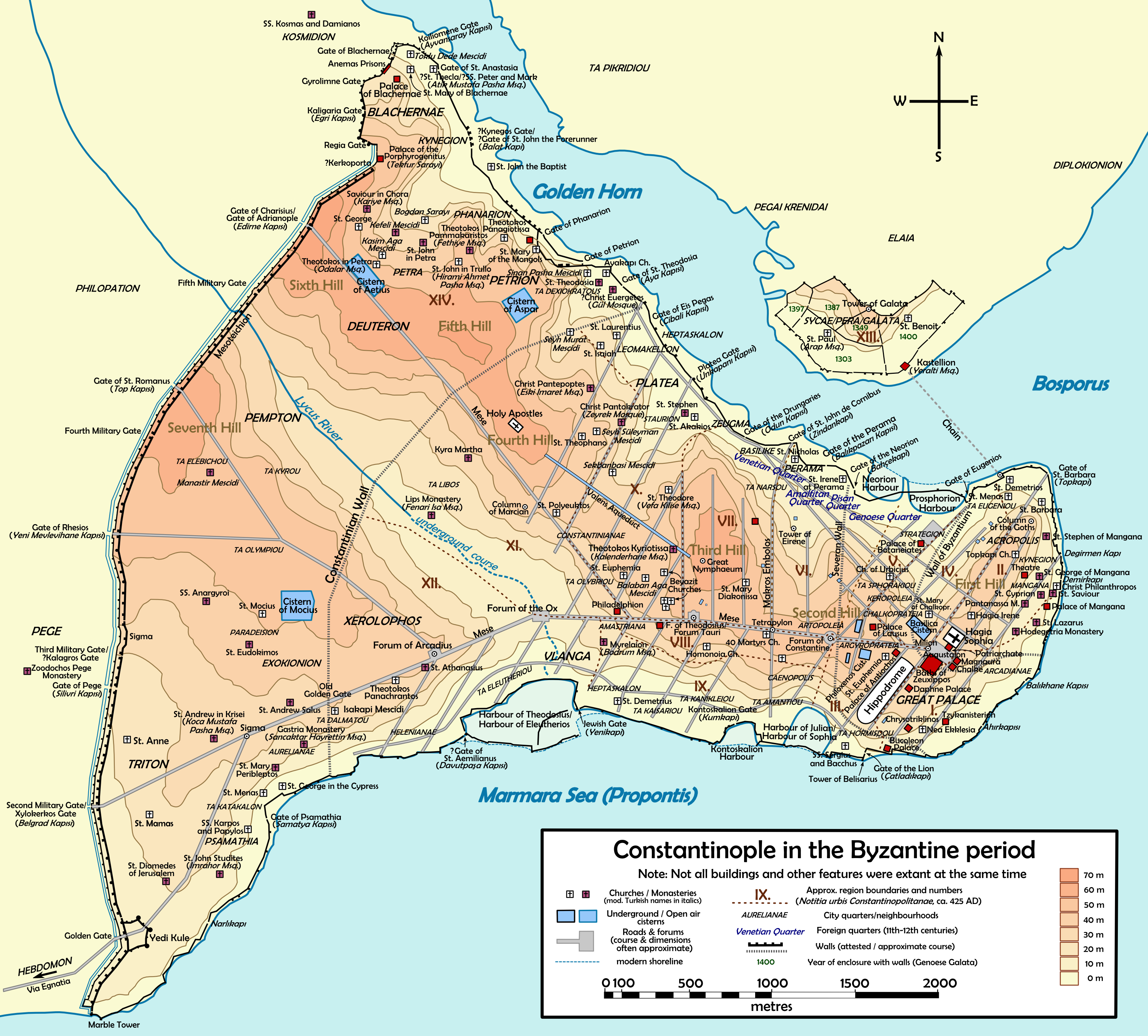
Carte de Constantinople faisant figurer les principaux lieux de la capitale byzantine. Le Capitolium n'y figure pas mais se situerait juste à l'ouest du Philadelphion.

Originellement, le Capitolium doit se situer au sommet de la troisième colline de Constantinople, aujourd'hui occupée par l'université d'Istanbul. Toutefois, le De Ceremoniis mentionne une autre localisation, sur le trajet des processions impériales triomphales des empereurs. Ces processions commencent au niveau de la Porte Dorée et avancent le long de la branche sud de la Mésè, traversant d'abord le forum du Bœuf puis le Capitolium et le Philadelphion. La position de ce temple se situe donc entre le forum et le Philadelphion au nord-ouest du forum de Théodose. Pour être atteint, il faut grimper le versant méridional de la troisième colline sur lequel il se trouve. Administrativement, le bâtiment ressort de la huitième région de la ville. 

## Histoire
Le Capitolium est érigé par l'empereur Constantin. Il est l'un des premiers édifices bâtis dans la nouvelle capitale de l'Empire romain, avec le forum de Constantin, le Stratégion ou le Grand Palais. Il forme un temple païen, dédié à la triade capitoline mais, dès le début du Ve siècle, le bâtiment comprend une croix sur son toit, qui pourrait supposer une conversion en église même si les sources sont incertaines à cet égard. Le quartier d'implantation du Capitolium comprend principalement de riches demeures à proximité. Au plus tard en 425, il devient une sorte d'établissement universitaire, le Pandidakterion, qui héberge des cours publics,. Sa vocation est de former les fonctionnaires de l'administration impériale. Il sert à cette fonction jusqu'au règne d'Héraclius (610-641) mais disparaît des sources par la suite. 

## Description
Selon un édit promulgué le 27 février 425 par l'empereur Théodose II et repris dans le code théodosien, le Capitolium est décrit comme un édifice rectangulaire dont la façade sud comprend une exèdre large et richement décorée, bordant l'entrée sud qui donne sur la voie publique. Celle-ci est peut-être la Mésè, la principale avenue de la ville. Dans tous les cas, le bâtiment surplombe cette voie, près de l'endroit où elle se divise en deux pour mener vers l'ouest. Le Capitolium comporte d'autres exèdres sur les côtés est et ouest mais elles ne sont pas directement proches d'une voie publique. Jusqu'en 425, elles sont occupées par des popinae, des sortes de tavernes,. Le bâtiment est richement décoré et paré de dorures, en particulier sur son toit avec des tuiles recouvertes de bronze, à l'instar du Temple de Jupiter capitolin à Rome. Enfin, une croix surmonte le bâtiment mais tombe lors d'une tempête en 407. 